# مركز تنظيم

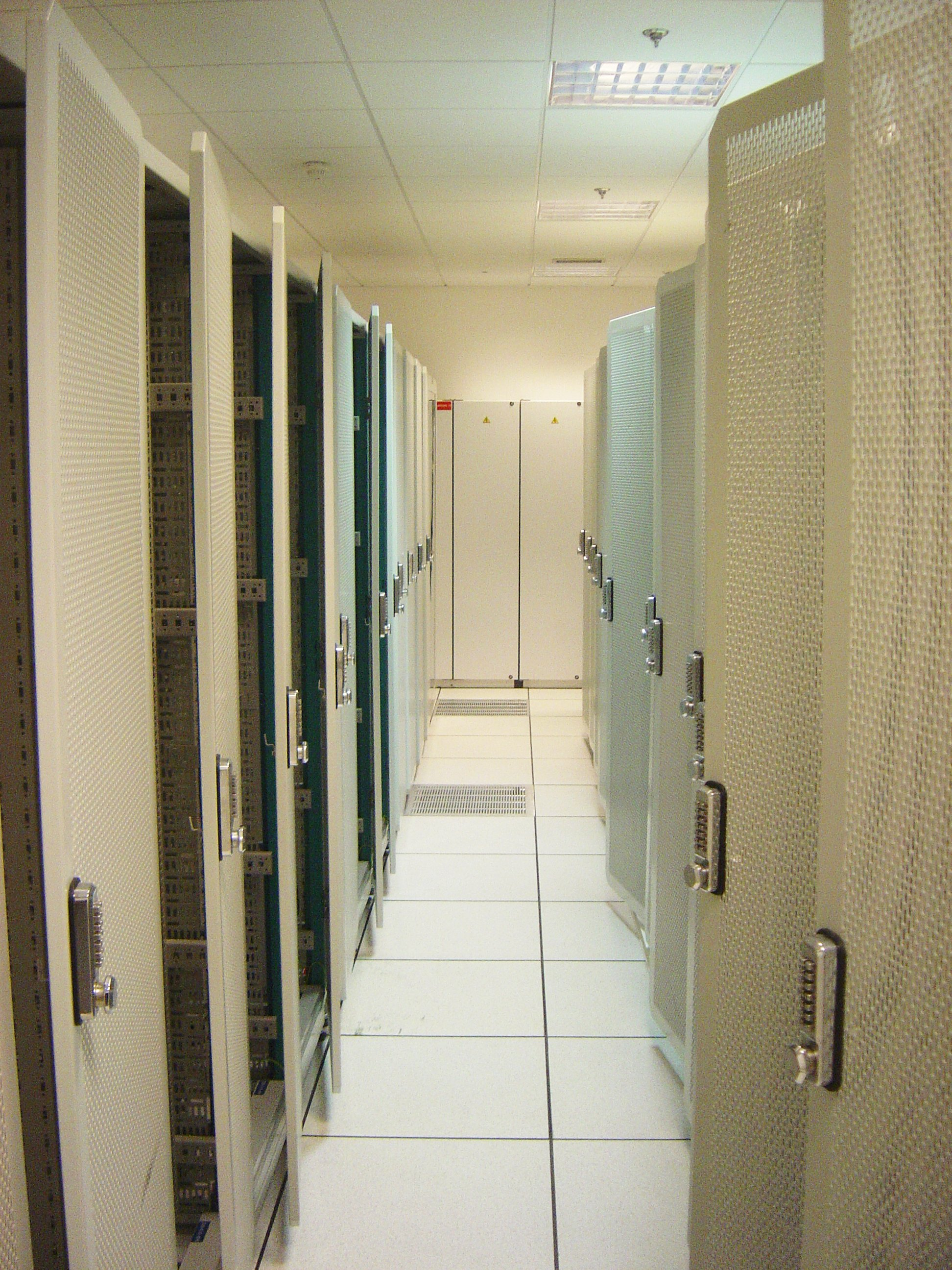

مركز التنظيم (كما وردت الموقع المشترك، التجميع، كولو، أو coloc) هو نوع من مركز البيانات حيث هي المعدات، والمكان، وعرض النطاق الترددي تناقل البيانات المتاح للتأجير لعملاء التجزئة. وتوفر مرافق هذه المراكز الفضاء، والطاقة، والتبريد، والأمن المادي لخادم والتخزين ومعدات الشبكات من غيرها من شركات وربطها إلى مجموعة متنوعة من الاتصالات ومزودي خدمة الشبكة، مع حد أدنى من التكلفة والتعقيد.

## فوائد
أصبح مراكز التنظيم خيارا شعبيا للشركات متوسطة الحجم مع تكنولوجيا المعلومات يحتاج، خصوصا تلك الموجودة في الإنترنت الأعمال التجارية ذات الصلة، لأنه يسمح للشركة للتركيز موظفي تقنية المعلومات على العمل الفعلي الذي تقوم به، بدلا من احتياجات الدعم اللوجستي التي تكمن وراء العمل. فوائد كبيرة الحجم (طاقة كبيرة والأنظمة الميكانيكية) نتيجة في مرافق مملوك كبيرة، وعادة 4500-9500 متر مربع (حوالي 50,000 إلى 100,000 قدم مربع).
فوائد هذه المراكز وتشمل:
1. نموذج الإنفاق يمكن التنبؤ به والتشغيلي
2. تحقق قدرة إضافية بسرعة، بثمن بخس، وفقط حسب الحاجة
3. أفضل استخدام للطاقة والمساحة مع تنظيم جيد.
4. المهنيين ذوي الخبرة هم من يديرو منشأة مركز البيانات الخاص بك
5. نظام بيئي لشركاء في نفس المرفق
6. البنية التحتية المخصصة لبناء إستراتيجية Cloud الخاص بك
7. الاعتماد ع البنية التحتية لاداره خلال أوقات التغيير السريع في الأعمال
8. خريطة أفضل الطرق للتعافي من الكوارث
9. وتوفر مرافق مملوكه، كأعمال تجاريه مستأجره بتجزئه (حسب الاستخدام)، ويكون بناء على عقد بين الطرفين.
10. قابلة للتأمين خزانات رف أو أقفاص،
11. الطاقة في مجموعة متنوعة من الأشكال، AC و DC،
12. الاتصال إما الشبكة في 'مزيج بيت "، ويربط عملائها إلى جهاز التوجيه الخاصة بهم للوصول إلى شركات متعددة، أو الوصول مباشرة، و" عبر ربط "لأجهزة التوجيه للشركات أنفسهم، أو كليهما، التبريد، الأمن المادي (بما في ذلك المراقبة بالفيديو، والحصول على بيانات الهوية وشارة، وما شابه ذلك)، وفي الوقت الحقيقي رصد مباشر لجميع هذه الوظائف عن الفشل.
13. كما أنها توفر أنظمة زائدة عن الحاجة ل، عادة، كل هذه الميزات، للتخفيف من المشاكل عندما فشل كل حتما.

## الوفرات من استخدامه
- ومن بين من وفورات الحجم التي تنجم عن تجمع العديد من الزبائن الصغيرة ومتوسطة الحجم معا في مرفق واحد وترد:

- درجة أعلى من الموثوقية نظرا لأنظمة زائدة
- 24/7 مراقبة من قبل المهندسين
- زمن أقل الشبكة وعرض النطاق الترددي العالي بتكلفة أقل
- موظفين متخصصين، مثل الشبكة ومرافق المهندسين، والتي لن تكون فعالة من حيث التكلفة لأي عميل واحد للحفاظ على الرواتب.

## أنواع رئيسية من اcolocation center
1. الشركات التجارية على شبكة الإنترنت، الذين يستخدمون مرافق للبيئة آمنة وفعالة من حيث التكلفة، وصلات زائدة عن الحاجة إلى الإنترنت
2. الشركات الكبرى، الذين يستخدمون مرفق لتجنب الكوارث، النسخ الاحتياطي للبيانات خارج الموقع واستمرارية الأعمال
3. شركات الاتصالات السلكية واللاسلكية، الذين يستخدمون مرافق لتبادل حركة المرور مع شركات الاتصالات الأخرى، والوصول إلى العملاء المحتملين واحد منشأة كولو حيث العديد من ناقلات هي جسديا الحالية وغالبا ما يسمى 'فندق الناقل'؛ وجود مثل هذه المحطة في كولو يزيد قيمته إلى بعض الفئات من العملاء المحتملين.
4. مواقع التجارة الإلكترونية، الذين يستخدمون مرافق لخدمة بيت مخصصة للتجهيز معاملات آمنة على الإنترنت

## مميزات المبنى
المباني مع مراكز البيانات داخلها غالبا ما تكون سهلة على التنظيم من خلال كمية من معدات التبريد التي تقع خارج أو على السطح.
مرافق مراكز التنظيم لها العديد من الخصائص المميزة الأخرى:
رف الخادم نموذجي، وينظر عادة في مراكز التنظيم أنظمة الحماية من الحرائق، بما في ذلك عناصر التصميم السلبية والإيجابية، وكذلك تنفيذ برامج الوقاية من الحرائق في العمليات. عادة ما يتم تثبيت كاشفات الدخان لتوفير الإنذار المبكر من الحريق النامية عن طريق الكشف عن الجسيمات الناتجة عن الاحتراق المكونات السابقة في تطوير اللهب. وهذا يسمح التحقيق، انقطاع الكهرباء، واليدوي إخماد الحريق باستخدام اليد التي عقدت طفايات الحريق قبل أن يستفحل النار إلى حجم كبير. وغالبا ما تقدم نظام الرش النار للسيطرة على الحريق واسعة النطاق إذا كان يتطور. يتم تثبيت أنظمة الغازية نظيفة وكيل إخماد الحرائق في بعض الأحيان لقمع النار في وقت سابق من نظام الرش النار. وتشمل عناصر الحماية من الحرائق سلبية تركيب جدران النار في جميع أنحاء الفضاء، لذلك يمكن أن يقتصر على النار في جزء من منشأة لفترة محدودة في حال فشل النظم الفعالة للوقاية من الحريق، أو إذا لم يتم تثبيتها.